# Čatež ob Savi
Čatež ob Savi (pronunciat [ˈtʃaːtɛʃ ɔp ˈsaːʋi]; alemany: Tschatesch) és un poble a la riba dreta del riu Sava a la seva confluència amb el riu Krka al municipi de Brežice a l'est d'Eslovènia. La zona forma part de la comarca tradicional de la Baixa Carniola. Actualment s'inclou amb la resta del municipi de la Regió Estadística del Baix Sava.

## Nom
Čatež va ser atestat en fonts escrites el 1249 com a Sates (i com a Tzattesch el 1265 i Czates el 1392). Es creu que el nom deriva del substantiu comú eslovè *čretež 'terra netejada'. Una teoria menys probable deriva el nom del substantiu comú eslovè čret o čreta, 'pantà'. Les derivacions rebutjades del nom inclouen les de čata 'emboscada' a causa de transcripcions medievals i factors geogràfics lingüístics, i de Čatež (el nom d'un nan mitològic). El nom de l'assentament es va canviar de Čatež a Čatež ob Savi el 1955. Antigament el nom alemany era Tschatesch.

## Esglésies
L'església parroquial de l'assentament està dedicada a Sant Jordi (eslovè: sveti Jurij) i pertany a la diòcesi catòlica romana de Novo Mesto. Va ser esmentat per primera vegada en documents escrits que dataven de 1323, però l'edifici actual es va construir l'any 1833. Una segona església de la parròquia s'aixeca sobre un turó al sud del poble principal. Està dedicada a sant Guiu i va ser construïda a la segona meitat del segle xiii. El seu campanar d'espadanya va ser construït a principis del segle xix.

## Spa
Uns pocs quilòmetres a l'est de l'assentament es troba el gran balneari de Terme Čatež. Al segle xix el balneari era conegut com a Čatežke Toplice (en alemany: Bad Tschatesch).